# 鼻化元音
鼻化元音（nasal vowel，半鼻音，鼻腔元音，元音鼻音化）是发音时气息从口腔和鼻腔同时流出的元音。
国际音标及葡萄牙语都採用“~”標示鼻化。

## 各種語言的例子
- 汉语
  - 普通话（在北方地区更普遍，尤其北京话）“灯儿”[tə̃ɻ55]中的[ə̃ɻ]就是鼻化元音，但“灯”[təŋ55]中的[ə]不是鼻化元音。
  - 上海话“打”[tã34]中的[ã]。
  - 閩南語中，中古咸（除覃韵）、山、宕、梗攝陽聲字的陽聲字白读音弱化为鼻化元音，如臺灣話“三”[sã⁴⁴]、“哽”[kɛ̃⁵³/kĩ⁵³]。白話字以-ⁿ表示，台羅以-nn表示。
  - 莆仙語中，中古宕攝、梗攝、咸攝（覃、嚴、凡韻除外）、山攝（山韻合口字除外）、臻攝部分字的陽聲字白讀音及深攝「林」字白讀音弱化为鼻化元音，如仙遊話「山」[ɬua⁵³³]、「店」[tĩ⁴²]。興化平話字以-ⁿ表示。[2]
  - 长沙话“长”[tz̤̥ã13]中的[ã]
  - 益阳话“长”[lõ13]中的[õ]，又如“东”[tã33]中的[ã]
- 波兰語的「ą」與“ę”。
- 法语“an”、“am”、“en”、“em”、“in”、“om”、“on”、“un”等字母组合在一般情况下都是鼻化元音。
- 葡萄牙语“ão”、“am”、“in”等字母组合在一般情况下都是鼻化重元音。“muito”中的“ui”是无标而且鼻化元音。
- 布列塔尼語(ñ)、羅興亞語(ñ)等語言，鼻化元音(ñ)用於表示將其前的元音鼻音化。

## 延伸閱讀
- de Medeiros, Beatriz Raposo. (2011). Nasal Coda and Vowel Nasality in Brazilian Portuguese. In S. M. Alvord (Ed.), Selected Proceedings of the 5th Conference on Laboratory Approaches to Romance Phonology (pp. 33-45).
- Hajek, John & Maeda, Shinji. (2000). Investigating Universals of Sound Change: the Effect of Vowel Height and Duration on the Development of Distinctive Nasalization. Papers in Laboratory Phonology V: Acquisition and the lexicon (pp. 52-69).
- Jeong, Sunwoo. (2012). Directional asymmetry in nasalization: Aperceptual account. Studies in Phonetics, Phonology and Morphology, 18(3), 437-469.
- Michaud, A., Jacques, G., & Rankin, R. L. (2012). Historical transfer of nasality between consonantal onset and vowel: from C to V or from V to C? Diachronica, 29(2), 201-230.
- Sampson, Rodney. (1999). Nasal Vowel Evolution in Romance. Oxford University Press.

## 參閱
- 鼻音化
- Ñ